# Marie Veldhuyzen
Maria Margaretha (Marie) Veldhuyzen (13 november 1907 – Leiden, 6 november 1989) was een Nederlandse musicologe, muziekdocent en auteur op het gebied van het Nederlandse lied.
Zij was achttien jaar lang hoofd van het Nederlands Volksliedarchief en gaf een aantal liedboeken uit, waaronder het Prisma liederenboek (1958) en Oude en nieuwe Hollantse boerenlieties en contredansen (1972).

## Leven en werk
Ze was dochter van Wilhelmina Geertruida Dee en arts Hendrik Pieter Veldhuijzen. Marie Veldhuyzen studeerde na haar middelbare schoolopleiding aan het Stedelijk Gymnasium Leiden muziekwetenschap aan de Universiteit van Amsterdam; docent was daarbij Karel Philippus Bernet Kempers. Ze studeerde daarnaast viool en later ook piano aan de Leidse Muziekschool van de Maatschappij tot Bevordering der Toonkunst. Vanaf 1928 gaf ze tot diep in de jaren vijftig privéles in pianospel, harmonieleer, muziekgeschiedenis en algemene muziekleer vanuit haar woning. Slechts een enkele keer zat ze op het podium. In 1931 volgde ze een cursus 'Volkslied en koorzang' bij Walther Hensel van de Wandervogel- en Jugendmusikbewegung. Hierdoor raakte ze gegrepen door muziekpedagogiek en met name de betekenis die het volksliedje kan hebben voor muzikale en persoonlijke vorming.
Veldhuyzen gaf tussen 1937 en 1944 les aan de Volksmuziekschool in Den Haag; tussen 1938 en 1962 ook aan het Middelbaar Nijverheidsonderwijs in Rotterdam. Vanaf 1947 tot 1962 was zij docente volksliedkunde en melodieleer aan het conservatorium in Rotterdam. In de jaren 1945-1951 gaf ze samen met Jop Pollmann, Piet Tiggers en Dien Kes cursussen, rond volkszang, volkslied en deels ook volksdans, door het hele land. Ze richtte samen met onder andere Kees Vellekoop de Vereniging voor huismuziek op, die onder meer kindermuziekweken ging organiseren. 
In 1958 verscheen het eerste door haar samengestelde liedboek:  het Prisma liederenboek. In de jaren 1949-1950 was ze redactrice van het maandblad Lusthof der lekenmuziek, van 1954 tot 1962 van het muziektijdschrift De Pyramide (van de Gehrels-vereniging) en van 1963 tot 1968 van het Signaal, het bulletin van de Raad voor de Nederlandse volkszang.
In 1951 begon zij, samen met Eliseus Bruning, J. Kunst, P.J. Meertens en Jop Pollmann met het opzetten van het Nederlands Volksliedarchief (een wetenschappelijk archief voor het Nederlandse lied), dat vanaf 1954 onder haar leiding kwam te staan. In 1966 werd daarbij ook Ate Doornbosch aangetrokken. In de jaren 60 en 70 gaf Veldhuyzen verschillende liedboeken uit, waaronder Hymni ofte Loff-sangen en Oude en nieuwe Hollantse boerenlieties en contredansen.
In de jaren vijftig en zestig was ze enige tijd bestuurslid van de afdeling Leiden van de Koninklijke Nederlandse Toonkunstenaars Vereniging.
Zij bleef tot 1972 hoofd van het Nederlands Volksliedarchief. Marie Veldhuyzen overleed op 6 november 1989, in de leeftijd van 81 jaar. Ze werd gecremeerd op Ockenburgh.

## Uitgaven (selectie)
- 1958 – Prisma liederenboek (11e druk 1981)
- 1963 – Het geestelijk lied van Noord-Nederland in de vijftiende eeuw, red.: E. Bruning, M. Veldhuyzen en H. Wagenaar-Nolthenius
- 1967 – Hymni ofte Loff-sangen 1615, red. Jan van Biezen en M. Veldhuyzen
- 1972 – Oude en nieuwe Hollantse boerenlieties en contredansen
- 1984 – Souterliedekens 1540 (Willem van Zuylen van Nyevelt), red. Marie Veldhuyzen en Jan van Biezen

Ook vertaalde zij een aantal boeken en voordrachten uit het Duits, waaronder:
- 1979 – Het leven tussen geboorte en dood als spiegeling.., voordracht van Rudolf Steiner uit 1915
- 1980 – De speelman: liedjes en spelletjes van Lothar Reubke
- 1981 – Bomen, bronnen en stenen in het leven van Abraham, Isaäk en Jakob, boek van Rudolf Frieling
- 1982 – De liefde en haar betekenis in de wereld, voordracht van Rudolf Steiner uit 1912
- 1989 – Aan gene zijde van geboorte en dood, voordracht van Rudolf Steiner uit 1914